# Amata puellula
Amata puellula là một loài bướm đêm thuộc phân họ Arctiinae, họ Erebidae.